# Eurysternus wittmerorum
Eurysternus wittmerorum är en skalbaggsart som beskrevs av Martinez 1988. Eurysternus wittmerorum ingår i släktet Eurysternus och familjen bladhorningar. Inga underarter finns listade i Catalogue of Life.